# KV Kortrijk
KV Kortrijk (celým názvem Koninklijke Voetbalclub Kortrijk, v českém překladu Královský fotbalový klub Kortrijk) je belgický fotbalový klub z města Kortrijk. Byl založen roku 1901. Domácím hřištěm je Guldensporenstadion s kapacitou 9 400 míst. Klubové barvy jsou červená a bílá.

## Logo
Klubové logo ve tvaru štítu (znaku) je provedeno v červené a bílé barvě. Štít je rozdělen dvěma červenými pruhy na 3 části (je to de facto obdoba znaku města Kortrijk). Každou ze dvou stejně velkých horních rohových částí vyplňuje písmeno K, ve spodní větší části je písmeno V, dohromady tedy dávají zkratku KVK. Nad štítem je stylizovaná královská koruna. Štít obepíná kruhový červený pás, v jeho spodní části je plný název klubu KONINKLIJKE VOETBALCLUB KORTRIJK.

## Úspěchy
- Belgická 2. liga – 2× vítěz (1905/06, 2007/08)[3]
- Belgický fotbalový pohár – 1× finalista (2011/12)[4]